# Adelges nebrodensis
Adelges nebrodensis är en insektsart som först beskrevs av Binazzi och Covassi 1991.  Adelges nebrodensis ingår i släktet Adelges och familjen barrlöss. Inga underarter finns listade i Catalogue of Life.